# Acontista minima
Acontista minima es una especie de mantis de la familia Acanthopidae.

## Distribución geográfica
Se encuentra en Colombia.